# كرستو ميلوشفيتش
كرستو ميلوشفيتش مواليد 6 يناير 1988 في بلغراد، هو لاعب كرة يد صربي يلعب كظهير أيسر. يلعب حاليا مع نادي سي إس إم بوخارست لكرة اليد ويحمل الرقم 5.

## المسيرة الاحترافية
لعب مع نادي بالينغن فايلشتيتن لكرة اليد في الدوري الألماني في موسم 2012–2013، ثم لعب مع نادي رادنيتشكي كراغوييفاتس لكرة اليد في موسم 2013–2014، ثم انتقل إلى نادي سي إس إم بوخارست لكرة اليد في الدوري الروماني في سنة 2014.

## الإنجازات
- الدوري الصربي لكرة اليد:
  - الميدالية الفضية: 2014